# Archiearis albofasciata
Archiearis albofasciata är en fjärilsart som beskrevs av Edward Alfred Cockayne 1952. Archiearis albofasciata ingår i släktet Archiearis och familjen mätare. Inga underarter finns listade i Catalogue of Life.